# Святий диявол
Святий диявол (англ. A Sainted Devil) — американська драма режисера Джозефа Енабері 1924 року.

## У ролях
- Рудольф Валентіно — дон Алонсо Кастро
- Ніта Нальді — Карлотта
- Хелена Д'Елджі — Джульєтта
- Дагмар Годовскі — дона Флоренція
- Жан Дель Вел — Казіміро
- Тоні Д'Елджі — дон Луїс
- Джордж Сігман — Ель Тігре
- Л. Роджерс Літтон — дон Бальтазар
- Ізабель Вест — дона Енкарнасьон
- Луїз Лагранж — Кармеліта
- Рафаель Бонгіні  — Конго